# برج الظلام (فلم 2017)
برج الظلام (بالإنجليزية: The Dark Tower) هو فيلم أمريكي من نوع رعب وفانتازيا وأكشن قام بإخراجه وكتابته نيكولاج أرسيل.
الفيلم هو استمرار لسلسلة رواية ستيفن كينغ التي تحمل نفس الاسم وهو من بطولة إدريس إلبا الذي قوم بأداء دور شخصية رولاند ديشاين ويشاركه في البطولة النجم الأمريكي ماثيو ماكونهي.

## روابط خارجية
- مقالات تستعمل روابط فنية بلا صلة مع ويكي بيانات